# Montemarciano
Montemarciano est une commune italienne d'environ 9 825 habitants, située dans la province d'Ancône, dans la région Marches, en Italie centrale.

## Administration
| Période                                  | Période | Identité | Étiquette | Qualité |
| ---------------------------------------- | ------- | -------- | --------- | ------- |
|                                          |         |          |           |         |
| Les données manquantes sont à compléter. |         |          |           |         |

### Hameaux
Alberici, Cassiano, Gabella, Gelso, Grugnaletto, Forcella, Marcianella, Marina

### Communes limitrophes
Chiaravalle, Falconara Marittima, Monte San Vito, Senigallia

## Jumelages
- Sinj (Croatie)
- Quincy-sous-Sénart (France)
- Höhenkirchen-Siegertsbrunn (Allemagne)